# Hlošinovité

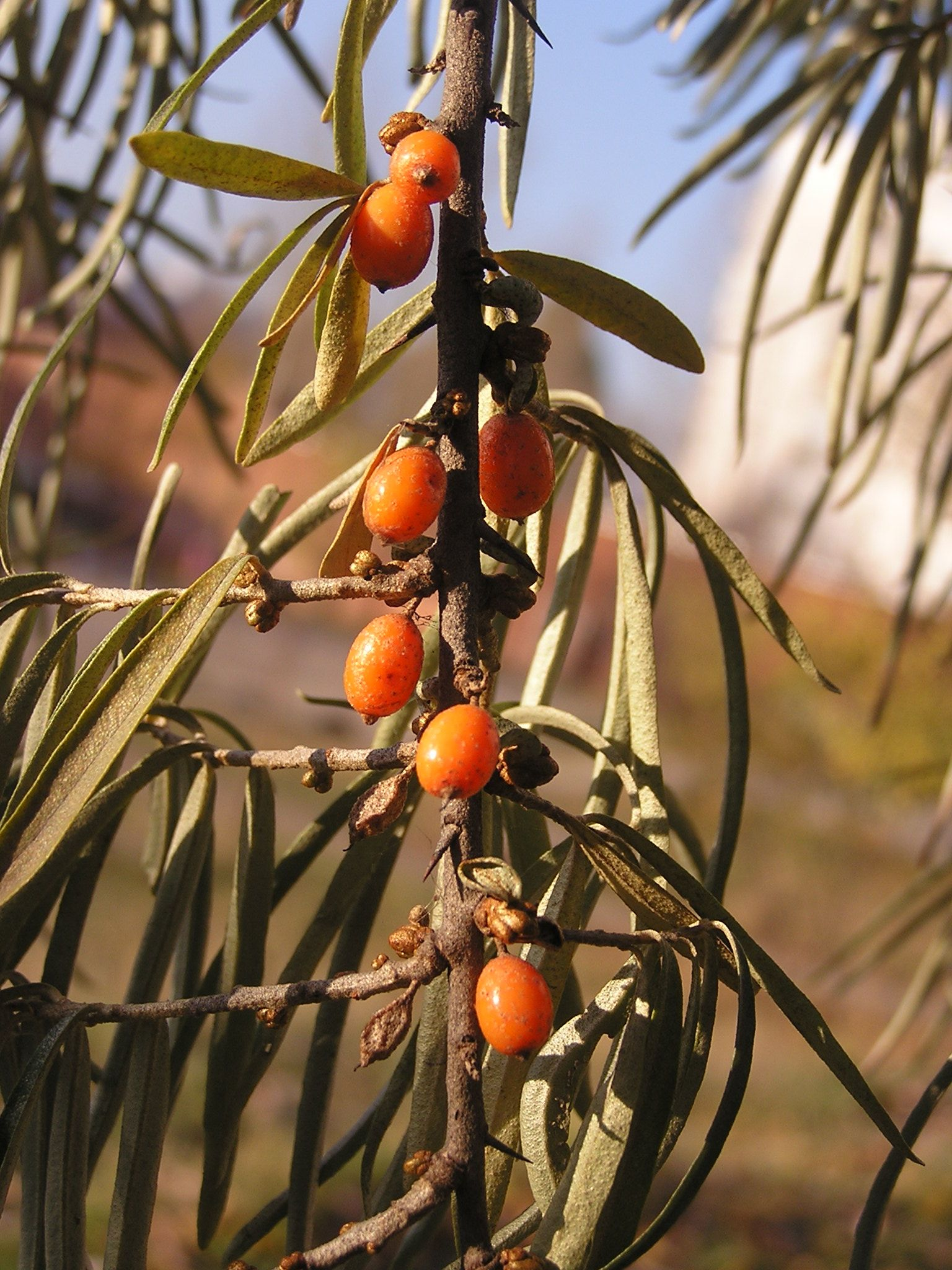
Rakytník řešetlákový (Hippophäe rhamnoides)

Hlošinovité (Elaeagnaceae) je čeleď vyšších dvouděložných rostlin z řádu růžotvaré (Rosales). Jsou to dřeviny se střídavými nebo vstřícnými, často stříbřitými jednoduchými listy a květy bez koruny. Čeleď zahrnuje asi 100 druhů ve 3 rodech a je rozšířena zejména v mírném pásu severní polokoule. V České republice je pěstována zejména hlošina úzkolistá a rakytník řešetlákový a tyto druhy také občas zplaňují.

## Popis
Hlošinovité jsou opadavé nebo stálezelené, jednodomé nebo dvoudomé keře nebo stromy, výjimečně stálezelené dřevnaté liány. Rostliny mají charakteristické stříbřité nebo hnědavé odění ze štítkovitých nebo hvězdovitých chlupů. Listy jsou jednoduché, střídavé, vstřícné nebo přeslenité, obvykle kožovité, bez palistů. Čepel je celokrajná, se zpeřenou žilnatinou. kalich je trubkovitý, srostlý ze 2 až 6 (až 8) lístků a se stejným počtem laloků, u samčích květů rakytníku (Hippophäe) ze 2 blanitých volných lístků. Koruna chybí. Tyčinek je 4 až 8, jsou volné a přirostlé ke kališní trubce. V samčích květech je tyčinek 2x více než kališních laloků, v oboupohlavných květech je jich stejný počet. Semeník je svrchní, na bázi obklopený bází kalicha (češulí) a zdánlivě tak spodní, s jednou komůrkou a jedním vajíčkem. Plodem je nažka nebo oříšek obalený zdužnatělou češulí a někdy je mylně považován za peckovici.

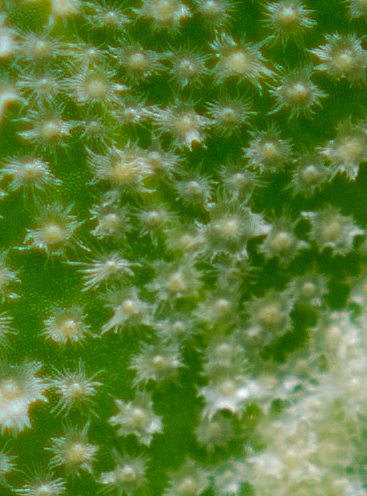
Detail hvězdovitých chlupů na listu hlošiny okoličnaté (Elaeagnus umbellata)
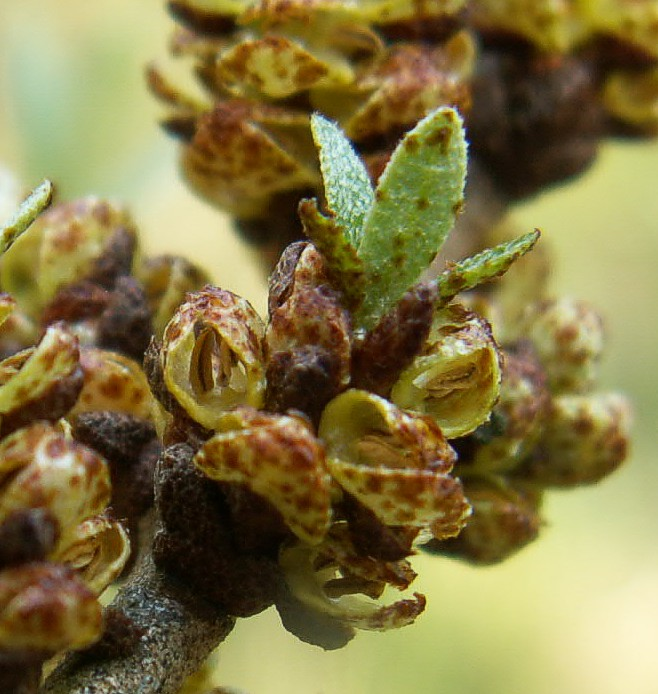
Samčí květy rakytníku řešetlákového (Hippophäe rhamnoides)
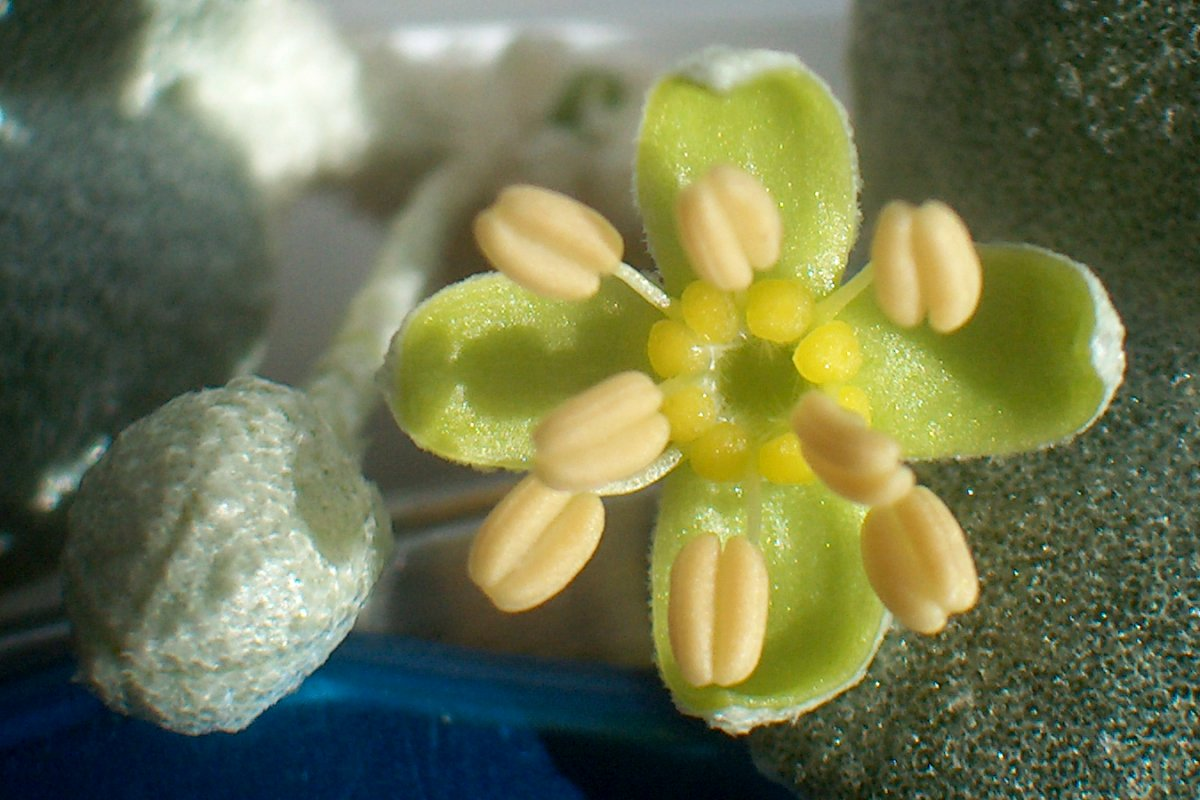
Detail květu šeferdie Shepherdia rotundifolia
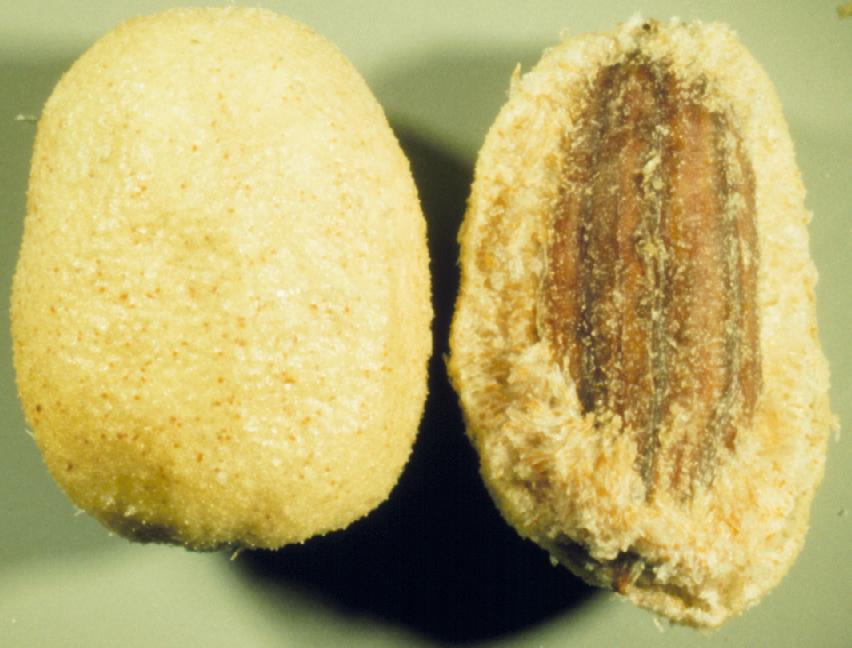
Plod hlošiny úzkolisté (Elaeagnus angustifolia)

## Rozšíření
Čeleď zahrnuje asi 90 až 104 druhů ve 3 rodech. Vyskytuje se v severním mírném pásu Ameriky a Eurasie s přesahem do tropické jihovýchodní Asie a sv. Austrálie. Největší rod je hlošina (Elaeagnus, asi 90 až 98 druhů), rozšířený po celém areálu čeledi. Rod rakytník zahrnuje 3 druhy a je rozšířen v Eurasii, rod šeferdie (Shepherdia, 3 druhy) v Severní Americe.
V Evropě je čeleď zastoupena 2 druhy: hlošina úzkolistá (Elaeagnus angustifolia) a rakytník řešetlákový (Hippophäe rhamnoides). Oba druhy jsou v Česku pěstovány a občas zplaňují, ani jeden zde však není původní. Hlošina úzkolistá je přirozeně rozšířena od Středomoří po Himálaj a Čínu. V ČR byla poprvé vysazena v r. 1835. Rakytník řešetlákový roste v Evropě přirozeně na západním pobřeží, v Alpách, Apeninách a Karpatech.
Tři druhy rodu hlošina (Elaeagnus) jsou tropické a rostou v tropické Asii od Indie po jihovýchodní Asii, druh Elaeagnus triflora přesahuje i do severovýchodní Austrálie. Tyto druhy rostou jako stálezelené dřevnaté liány ve vlhkých nížinných i montánních tropických lesích až do nadmořské výšky 2100 metrů. Vyskytují se v primárním i sekundárním lese a nemají žádnou výraznou preferenci sezónního klimatu.
Hlošinovité mají na kořenech nitrogenní bakterie, jejichž schopnost vázat vzdušný dusík umožňuje těmto dřevinám osidlovat
nehostinné půdy.

## Taxonomie
Hlošinovité měly v minulosti nejasné zařazení do systému. Cronquist je řadil do řádu proteotvaré (Proteales), Tachtadžjan do samostatného řádu hlošinotvaré (Elaeagnales) v rámci nadřádu Rhamnanae.
Podle kladogramů APG jsou sesterskou skupinou čeledi řešetlákovité (Rhamnaceae) a Dirachmaceae.

## Obsahové látky
Význačný je obsah L-quebrachitu a kyseliny ellagové. Významnými obsahovými látkami jsou indolové alkaloidy.

## Význam
Plody mnohých druhů hlošiny (Elaeagnus) jsou jedlé, stejně jako plody
rakytníku řešetlákového (Hippophäe rhamnoides). Obsahují velké množství
vitamínu C.
V severním Vietnamu je pro jedlé plody pěstována hlošina Elaeagnus latifolia.
Hlošina úzkolistá (Elaeagnus angustifolia) je pro svoji nenáročnost používána k rekultivaci krajiny a do městských výsadeb. Další keřovité druhy hlošin, nápadné stříbřitým olistěním nebo i hojnými červenými plody, jsou pěstovány jako ozdobné dřeviny: hlošina stříbrná (Elaeagnus commutata), hlošina mnohokvětá (E. multiflora), hlošina okoličnatá (E. umbellata) aj. Vzácněji jsou pěstováni zástupci severoamerického rodu šeferdie (Shepherdia), vyznačující se vstřícnými listy.
Rakytník řešetlákový (Hippophäe rhamnoides) je světlomilná dřevina odolná k mrazu, suchu i emisím a vhodná pro městské výsadby.
Snáší i zasolené půdy.

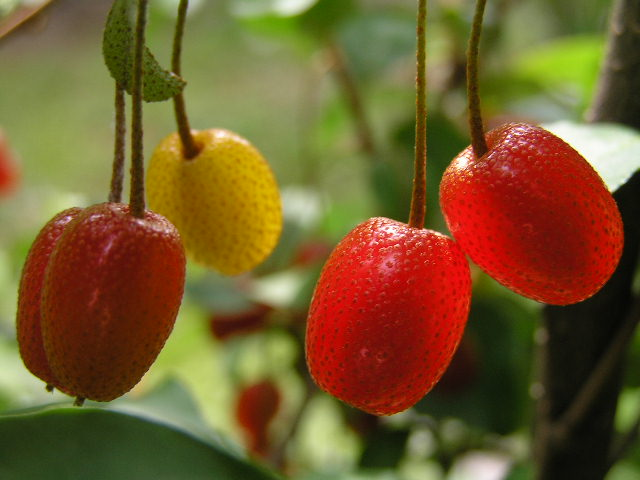
Jedlé plody hlošiny mnohokvěté (Elaeagnus multiflora)
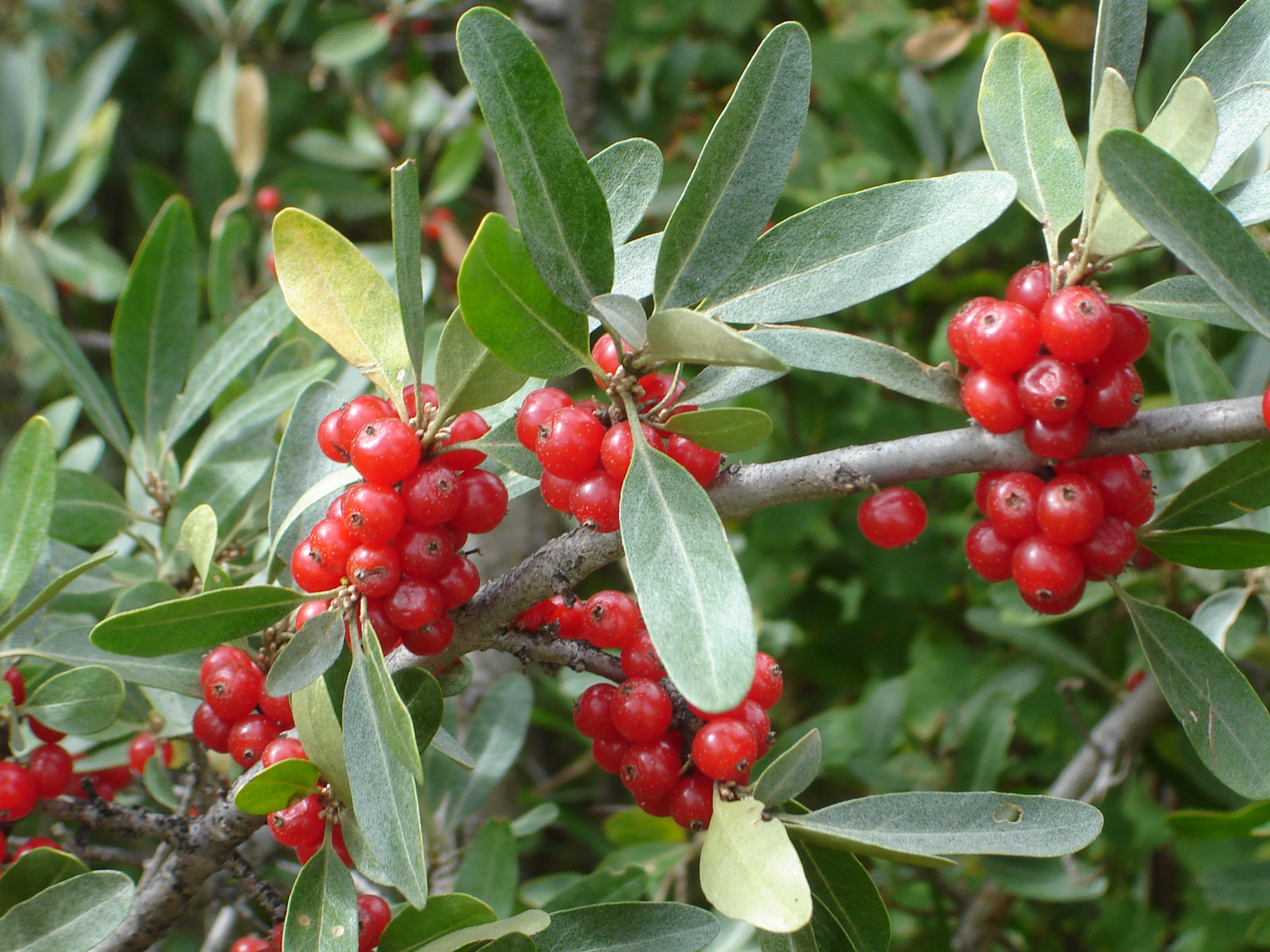
Šeferdie stříbrná (Shepherdia argentea)
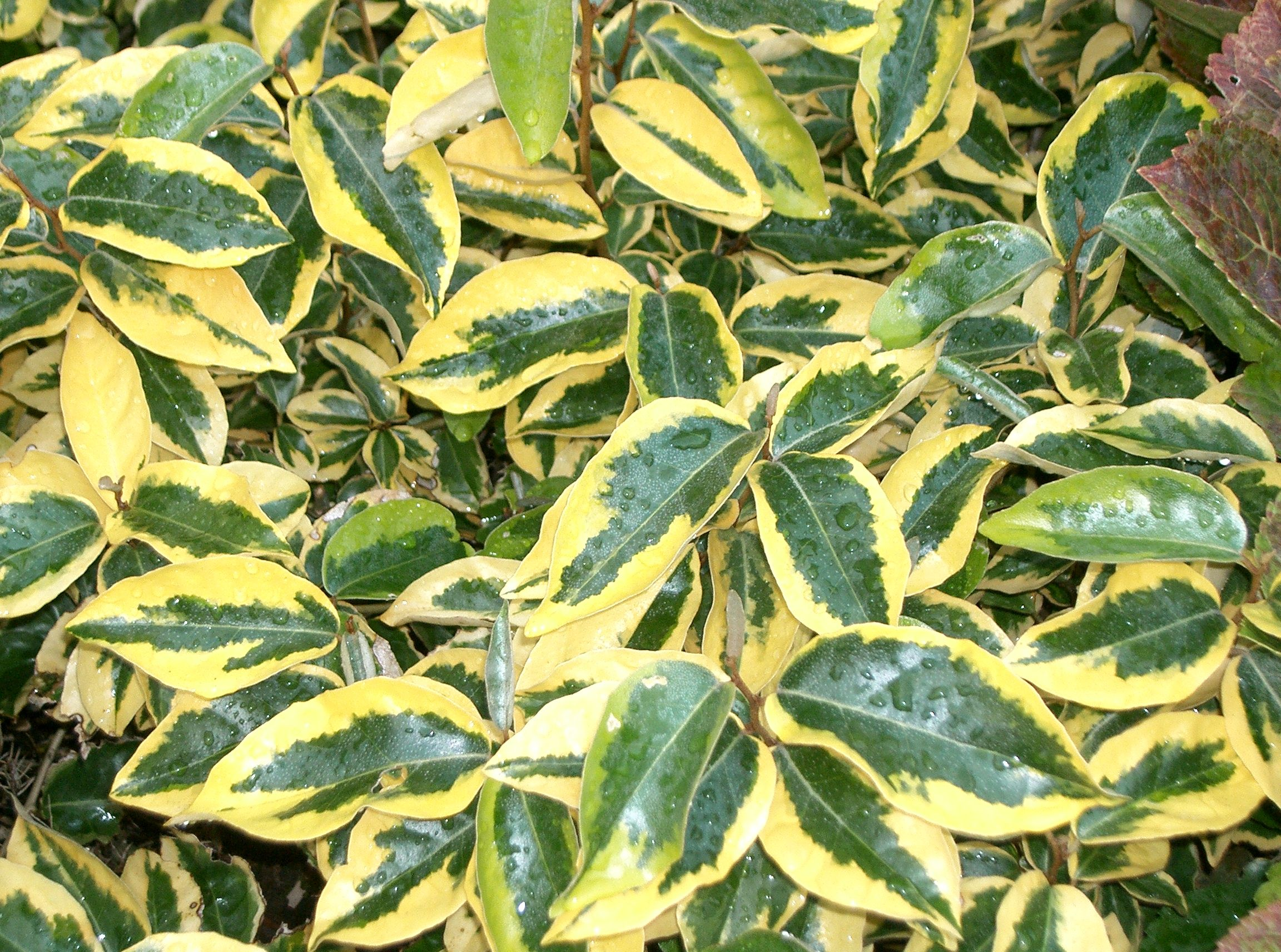
Pestolistý kultivar hlošiny Elaeagnus x ebbingei 'Gilt Edge'
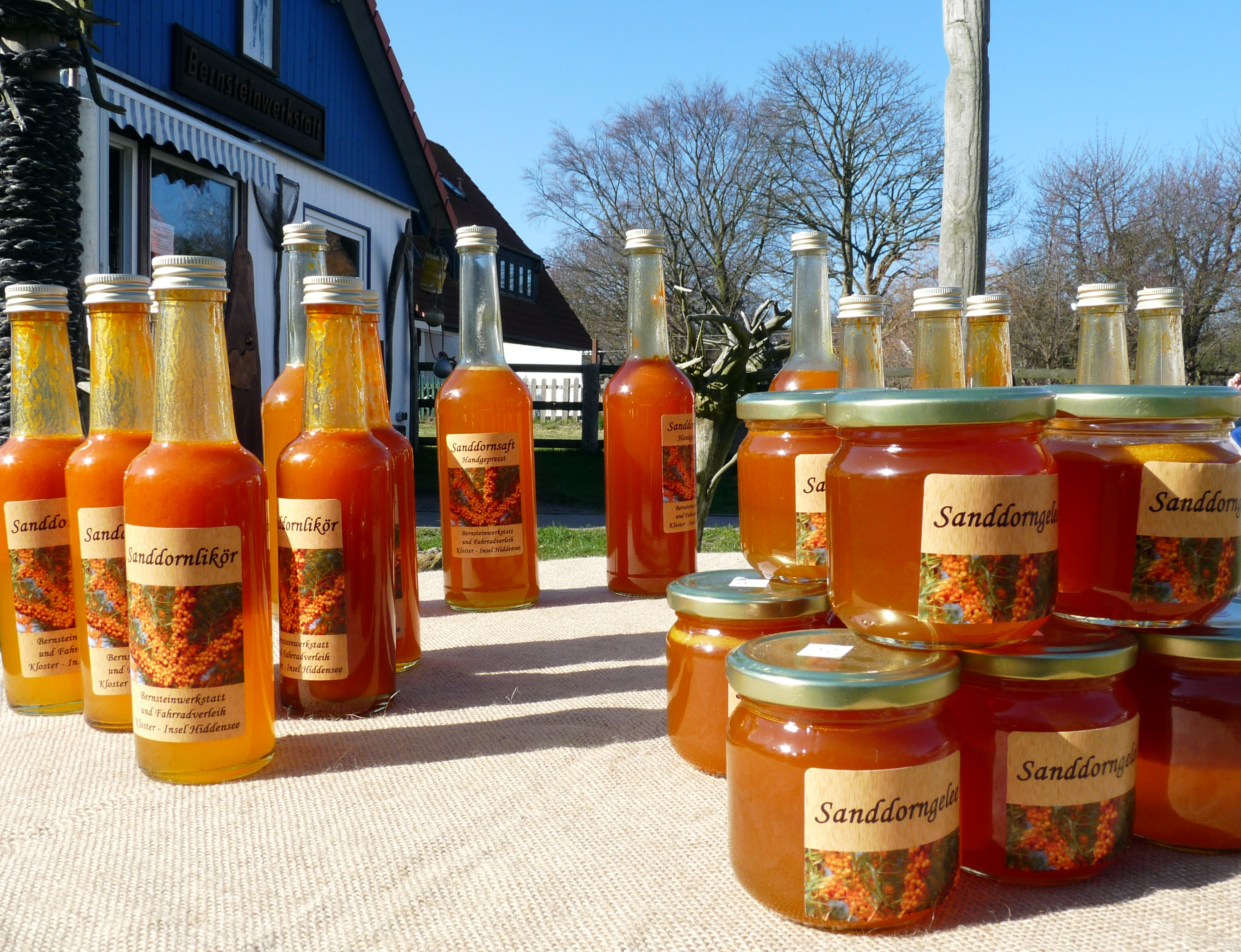
Produkty z rakytníku

## Zajímavosti
Vůně květů hlošiny úzkolisté připomíná rumové perníčky.

## Zástupci
- hlošina (Elaeagnus)
- rakytník (Hippophäe)
- šeferdie (Shepherdia)

## Seznam rodů
Elaeagnus, Hippophäe, Shepherdia